# Siurmańce
Siurmańce (lit. Šiurmonys) – wieś na Litwie, w okręgu wileńskim, w rejonie wileńskim, w gminie Suderwa, nad Wilią, na terenie Wilejskiego Parku Regionalnego.

## Historia
Pod zaborami i w II Rzeczypospolitej wieś i zaścianek. W XIX i w początkach XX w. położone były w Rosji, w guberni wileńskiej, w powiecie wileńskim, w gminie Mejszagoła. Po I wojnie światowej pod administracją polską, w Zarządzie Cywilnym Ziem Wschodnich. W latach 1920–1922 w składzie Litwy Środkowej.
Od 11 kwietnia 1922 leżały w Polsce, w województwie wileńskim, w powiecie wileńsko-trockim, w gminie Mejszagoła, przy granicy z Litwą, którą na zachód od Siurmańców zaczynała wyznaczać Wilia. W 1931 miejscowość liczyła:
- wieś – 82 mieszkańców, zamieszkałych w 11 budynkach,
- zaścianek – 11 mieszkańców, zamieszkałych w 3 budynkach[4].

Na początku lat 20. XX w. mieściła się tu placówka 4 Batalionu Celnego, a następnie 4 Batalionu Straży Granicznej.
Po II wojnie światowej w granicach Związku Sowieckiego. Od 1991 na niepodległej Litwie.

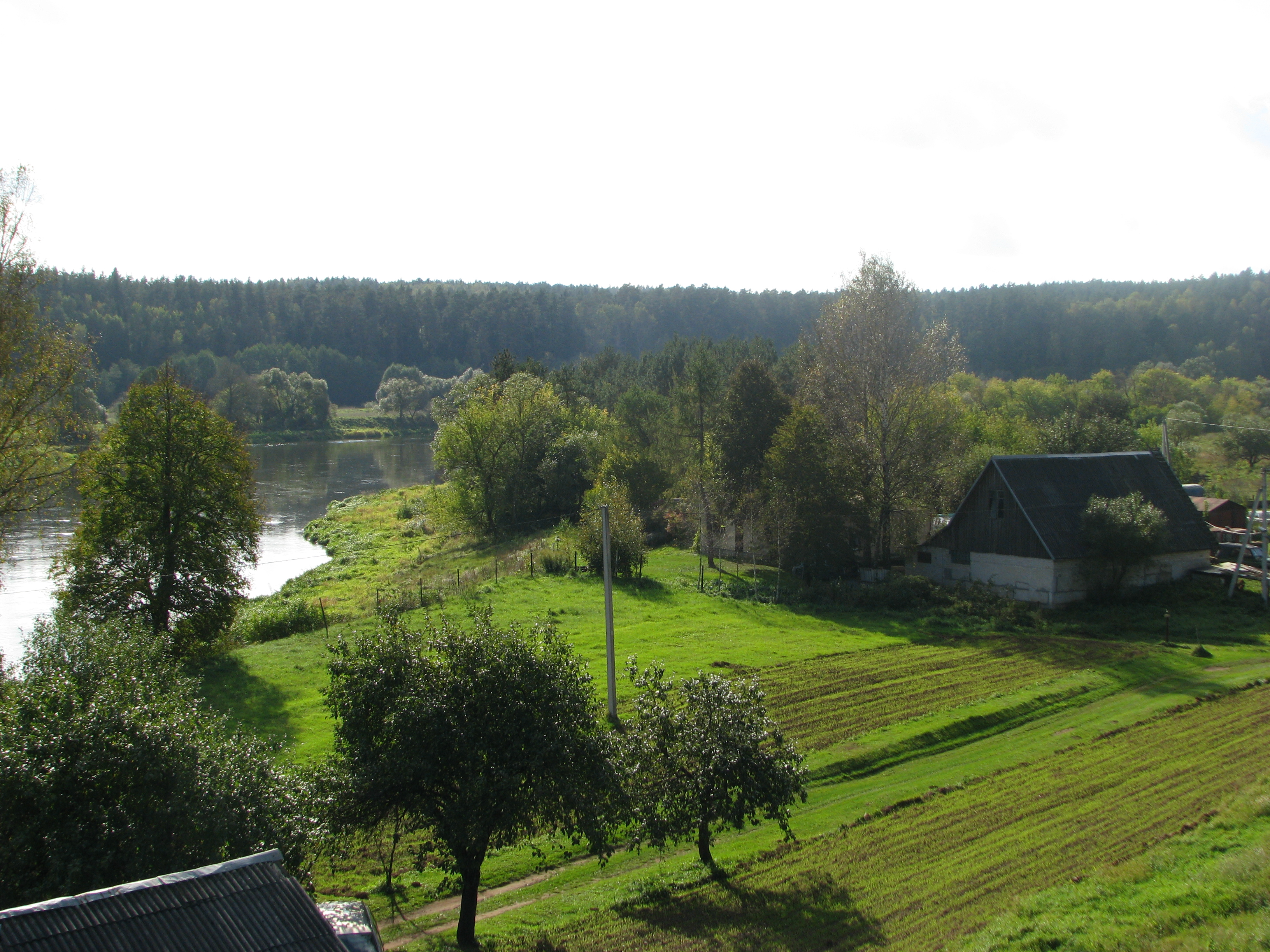
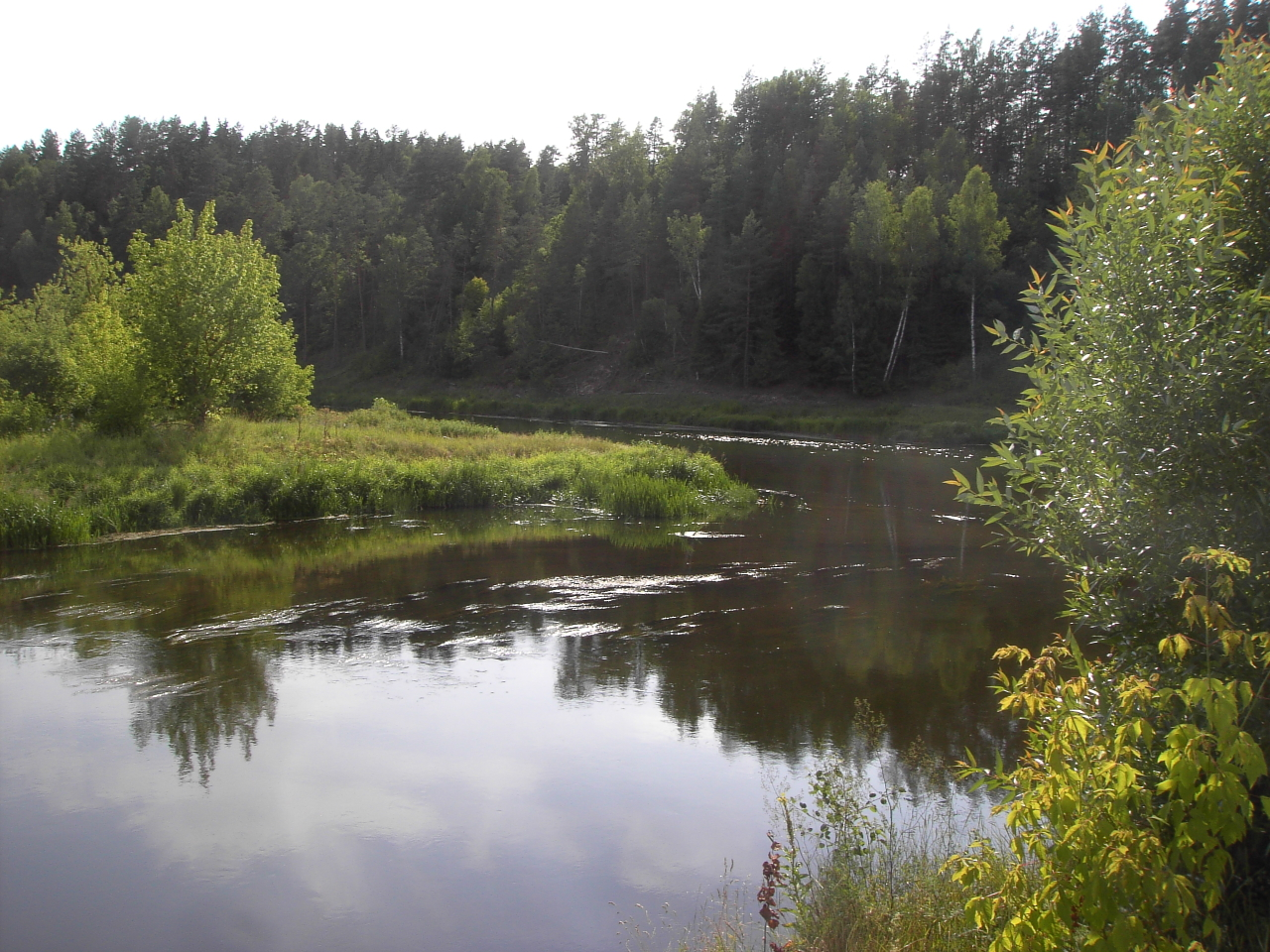
zakole Wilii na wysokości Siurmańców